# Prix Karl-Arnold
Pour les articles homonymes, voir Arnold.
Le prix Karl-Arnold est une distinction scientifique allemande.

## Histoire
Le prix Karl-Arnold est décerné par l'Académie des sciences et des arts de Rhénanie-du-Nord-Westphalie , jusqu'en 2000 sous le nom de Akademiepreis. Avec la remise du prix est reconnue « l'excellence de la recherche d'un jeune chercheur ».
Le prix a été financé, jusqu'en 1998, par la Société des amis et mécènes de l'Académie des sciences et des arts de Rhénanie-du-Nord-Westphalie, et depuis 1999 porté par la Fondation pour l'Académie des sciences et des arts de Rhénanie-du-Nord-Westphalie. Il est doté de 10 000 € (en 2015) et chaque année, en alternance, honore l'une des quatre classes de l'Académie (Lettres et sciences humaines, Sciences et Médecine, Sciences de l'ingénieur et sciences économiques, Arts). Il porte le nom de Karl Arnold, Ministre-président du Land de Rhénanie du Nord-Westphalie de 1947 à 1956.

## Lauréats
- 2017 : Steffen Freitag (Université de Bochum)
- 2016 : Shijulal Nelson-Sathi (bioinformaticien)
- 2015 : Susanne Paulus (assyriologue)
- 2014 : Inger-Maria Mahlke (écrivain)
- 2013 : Nils Pohl (Fraunhofer-Institut de physique des hautes fréquences et technologie radar FHR à Wachtberg)
- 2012 : Alex Greilich (Université technique de Dortmund)
- 2011 : Matthias Wille (Westfälische Wilhelms-Université de Münster)
- 2010 : Paloma Varga Weisz (de) (artiste plasticienne), Anno Schreier (de) (Compositeur)
- 2009 : Paolo Bientinesi, Kai-Olaf Leonhard (tous deux du RWTH d'Aix-la-chapelle)
- 2008 : Martin Möller (Institut Max-Planck de Mathématiques de Bonn)
- 2007 : Jörg Fündling (de), Tobias Weller (tous deux de l'Université de Bonn)
- 2006 : Patrick Schmitz (de) (Université de Cologne)
- 2005 : Frank G. Neese (de) (Institut Max-Planck de chimie bioinorganique, Mülheim an der Ruhr)
- 2004 : Thomas Brockmann (Université de Bayreuth)
- 2003 : Thomas Musch (Ruhr Université Bochum)
- 2002 : Carsten Schmuck (de) (Université de Duisburg-Essen)
- 2001 : Volker Henning Drecoll (de) (Université de Tübingen), Burkhard Niederhoff (Ruhr Université Bochum)
- 2000 : Martin Oberlack (TU Darmstadt)
- 1999 : Günter Distelrath (Université de Bonn), Björn R. Tammen (Académie autrichienne des Sciences, Commission de Musicologie)
- 1998 : Csaba Koncz (Institut Max-Planck pour l'amélioration des plantes, Cologne)
- 1997 : Mechthild Dreyer (de) (Université de Mayence), Manuel Gervink (de) (École supérieure de musique de Dresde)
- 1996 : Monika Schnitzer (de) (LMU Munich)
- 1995 : Cornelia Römer (Université de Vienne), Thomas Stolz (de) (Université de Brême)
- 1994 : Stefan Blügel (FZ Jülich)
- 1993 : Wassilios Klein (Université de Bonn), Abbo Junker (de) (LMU Munich)
- 1992 : Klaus Gerwert (Ruhr Université de Bochum)
- 1991 : Ulrich von Hehl (Université de Leipzig), Heinz-Günther Nesselrath (de) (Université de Cologne)
- 1990 : Claus Michael Schneider (FZ Jülich), Anton Kummert (Université de Wuppertal)